# Ras (plant)
Een ras is een sinds lang bestaande term die afhankelijk van de context diverse betekenissen kan hebben. Het hieronder volgende heeft betrekking op de strak omschreven betekenis volgens de Nederlandse Zaaizaad- en plantgoedwet 2005. Een dergelijk ras is vergelijkbaar met een cultivar, beide termen hebben betrekking op een gekweekte selectie, maar er is een groot verschil in rechtspositie.
In het spraakgebruik  wordt in de landbouw en groenteteelt de term ras gebruikt, terwijl in de sierteelt en de boomteelt meestal de term cultivar wordt gebruikt. Meestal hebben beide termen in deze context dezelfde betekenis.

## Rechtspositie

### Definitie
In juridische termen is een ras (plantenras) gedefinieerd in de Zaaizaad- en plantgoedwet 2005, waarvoor de basis ligt in het UPOV (L'Union internationale pour la protection des obtentions végétales)  verdrag, als:
Ras: een plantengroep binnen één botanisch taxon van de laagst bekende rang, welke groep ongeacht of volledig wordt voldaan aan de voorwaarden welke de wet stelt voor verlening van een kwekersrecht,
1. kan worden gedefinieerd aan de hand van de expressie van eigenschappen die het resultaat is van een bepaald genotype of een combinatie van genotypen;
2. kan worden onderscheiden van elke andere plantengroep op grond van de expressie van ten minste een van die eigenschappen en
3. kan worden beschouwd als een eenheid, gezien zijn geschiktheid om onveranderd te worden vermeerderd.

### Toetsing
Bij de toetsing van een nieuw ras, in Nederland of Europa wordt gekeken of het ras:
- Nieuw
- Onderscheidbaar
- Homogeen en
- Bestendig (Stabiel) is. Bestendig wil zeggen dat het ras in opeenvolgende generaties  voor de van belang zijnde eigenschappen hetzelfde blijft.

(OHB-toets: Onderscheidbaarheid, Homogeniteit en Bestendigheid ; 
Engels: DUS-toets: Distinctness, Uniformity and Stability)

### Naamgeving
Elk ras dat in dit juridisch kader erkend wordt krijgt een naam. De naam wordt voorgesteld door de eigenaar van het ras en vastgesteld door de registrerende instantie. De eigenaar moet aangeven of de naam een fantasienaam of een code is. Deze naam wordt samengesteld op dezelfde manier als een cultivar-naam, dus een botanische naam met een aanduiding voor het ras. Hierbij wordt uitgegaan van één ras één naam. Als de cultivarnaam al eerder is vastgesteld wordt deze in principe overgenomen.
Zowel een fantasienaam als een code komen in aanmerking om een nieuw ras mee aan te duiden. Om verwarring te voorkomen moet een nieuwe rasnaam meer dan één teken (letter, cijfer of diakritisch teken) verschillen van een bestaande rasnaam. Een weinig gebruikte rasnaam mag na tien jaar aan een nieuw ras gegeven worden. Merknamen kunnen niet als rasnaam gebruikt worden, omdat het recht niet geldt voor rasnamen. Een rasnaam moet namelijk door een ieder vrijelijk gebruikt kunnen worden. Wat vooral bij siergewassen vaak gebeurt, is dat door de eigenaar aan de rasnaam een merknaam wordt toegevoegd. Soms wordt dan het ras door de eigenaar alleen met de merknaam aangeduid.
Algemeen geldt dat een rasnaam herkenbaar, hanteerbaar en niet misleidend moet zijn. Misleiding is bijvoorbeeld aan de orde als ten onrechte de indruk wordt gewekt dat het ras bijzondere eigenschappen of een bijzondere waarde heeft. Zo zijn de rasnamen Allerbeste of Allervroegste misleidend.

Een rasnaam is niet hanteerbaar als de fantasienaam bestaat uit:
- één enkele letter;
- uit een reeks letters bestaat die geen uitspreekbaar woord vormen of die als afzonderlijk onderdeel in die naam voorkomen, tenzij die reeks letters een bestaande afkorting vormt;
- een getal bevat, tenzij dit integraal deel uitmaakt van de naam of aangeeft dat het ras tot een genummerde reeks van biologisch verwante rassen behoort of zal behoren;
- uit meer dan drie onderdelen bestaat;
- uit een te lang woord bestaat of een dergelijk woord bevat;
- een koppelteken, een spatie (behalve tussen de samenstellende onderdelen), een ander teken, een combinatie van hoofdletters en kleine letters binnen hetzelfde onderdeel, een onderschrift, een bovenschrift, een symbool of een tekening bevat.

Een rasnaam is niet hanteerbaar als de code bestaat uit:
- uitsluitend één of meer getallen, tenzij het inteeltlijnen of soortgelijke bijzondere rassen betreft;
- slechts één letter omvat;
- meer dan tien tekens, hetzij alleen letters, hetzij een combinatie van letters en getallen bevat;
- meer dan vier afwisselende combinaties van één of meer letters met één of meer getallen bevat;
- een koppelteken, een spatie (behalve tussen de samenstellende onderdelen), een ander teken, een onderschrift, een bovenschrift, een symbool of een tekening bevat.

Een rasnaam mag niet aanstootgevend zijn. Een mooi voorbeeld hiervan is het rode koolras Negerkop (Engels:Niggerhead). Alhoewel dit ras onder deze naam al vele jaren bekendstond, is op verzoek van Engeland door de Europese Commissie indertijd besloten de naam te veranderen in Roodkop in verband met mogelijke discriminatie.

### Praktijk
In Nederland is het van belang of een ras geregistreerd is en of het kwekersrecht van toepassing is op het ras.
Rassen van landbouw- en bosbouwgewassen mogen alleen verhandeld worden als ze voldoen aan de registratie eis en aan de cultuur- en gebruikswaarde eis. Bij sier- en groentegewassen hoeven de rassen alleen te voldoen aan de registratie eis.

De registratie kan vergeleken worden met het paspoort. Bij de siergewassen is dan ook sprake van een plantenpaspoort. Het voldoen aan de cultuur- en gebruikswaarde eis kan vergeleken worden met het rijbewijs.
Kwekersrecht alleen in Nederland wordt verleend door de Raad voor plantenrassen en voor heel de EU door het CPVO (Communautair Bureau voor Plantenrassen) dat in Angers (Frankrijk) gevestigd is.

## Vermeerdering
Een ras kan zowel vegetatief of ongeslachtelijk als  generatief of geslachtelijk vermeerderd worden.
Vegetatieve vermeerdering gebeurt bijvoorbeeld door stekken of enten en vindt veel plaats bij siergewassen, zoals roos, gerbera, tulp. Een ander voorbeeld is veldbeemdgras waarvan de zaden ongeslachtelijk uit de ouderplant worden gevormd en zo een zaadkloon vormen.
Planten die zo vermeerderd worden zijn een kloon van de ouderplant. In principe zijn alle planten in een kloon genetisch identiek. Maar heel soms ontstaat wel een erfelijke verandering van een eigenschap. Dat is dan een mutant.
Als het ras homozygoot is, veranderen de eigenschappen bij generatieve vermeerdering bijna niet en kan het ras door negatieve massaselectie in stand worden gehouden. Ook heterozygote rassen kunnen generatief vermeerderd worden zonder dat de eigenschappen veranderen. De vermeerderingswijze en/of genetische samenstelling moet dan wel aan een aantal voorwaarden voldoen. Zo moet het ras bijvoorbeeld in evenwicht zijn, het zogenaamde Hardy-Weinberg evenwicht. Bij andere rassen worden de ouders telkens opnieuw met elkaar gekruist, zoals bij hybriderassen van bijvoorbeeld maïs, terwijl de ouders door zelfbestuiving in stand worden gehouden. Bij suikerbiet is sprake van een zeer ingewikkelde veredeling, waarbij de ouderfamilies op een speciale wijze in stand worden gehouden. Ook hier is er sprake van hybriderassen.
Wordt niet aan die voorwaarden voldaan dan kan het ras alleen via
ongeslachtelijke voortplanting vermeerderd worden bijvoorbeeld door stekken of enten. De individuen van een kloon hebben alle dezelfde goede en slechte eigenschappen. Als een kloon vatbaar wordt voor een ziekteverwekker, doordat de ziekteverwekker veranderd is, worden alle planten aangetast. Die ziekteverwekker heeft dan een nieuwe variëteit of fysio gevormd.
Een voorbeeld hiervan is de banaan. De banaan wordt vegetatief vermeerderd. Een beperkt aantal rassen wordt over de hele wereld gekweekt. Nu is er een nieuw fysio van de schimmel Mycosphaerella fijiensis, dat de veroorzaker is van de Zwarte Sigatokaziekte, ontstaan waar bij de bestaande rassen geen resistentie tegen is. Daarom wordt naar resistentie gezocht in wilde verwanten om deze in te kruisen.

### Type rassen
Een ras kan zijn een:
- zelfbestuivend ras
- kruisbestuivend ras
- hybride
- kloon
- mutant ook wel spur genoemd